# Willy Spühler
Willy Spühler (31 gennaio 1902 – 31 maggio 1990) è stato un politico svizzero.
Nel dicembre 1959 è stato eletto nel Consiglio federale svizzero in rappresentanza del Canton Zurigo, rimanendovi fino al gennaio 1970.
È stato rappresentante del Partito Socialista Svizzero.
Ha ricoperto la carica di Presidente della Confederazione svizzera due volte: nel 1963 e nel 1968.